# Kickapoo, Wisconsin
Kickapoo là một thị trấn thuộc quận Vernon, tiểu bang Wisconsin, Hoa Kỳ. Năm 2010, dân số của thị trấn này là 599 người.